# Петрографія вугілля
Петрографія вугілля — наука про макро- та мікроінґредієнти вугілля: літотипи, мікролітотипи, мацерали, мінеральні включення і типи вугілля. П.в. описує і класифікує складові елементи вугілля, вивчає їх властивості, генезис, закономірності розповсюдження в пластах та вугленосних відкладах. П.в. вивчає зміну властивостей елементів вугілля в залежності від ступеня вуглефікації, при регіональному, контактовому метаморфізмі та вивітрюванні. П.в. пов'язана з суміжними науками: геологічними (тектонікою, літологією, палеоботанікою та ін.), хімічними (біохімією, орг. хімією та ін.), а також фізикою, гірничою справою, збагаченням корисних копалин. Термін «Петрографія вугілля» адекватний терміну петрологія вугілля.

## Історія
Перші вітчизняні роботи з петрології вугілля, опубліковані в 1914—1918 рр., належать М. Д. Залесському. Великим внеском у петрологію вугілля були три монографії Ю. А. Жемчужникова (1934, 1935, 1948 рр.), робота Ю. А. Жемчужникова і А. І. Гінзбург (1960), а також праці І. І. Аммосова, В. К. Прянішнікова і І. В. Єрьоміна (1950-ті — 1980-ті роки). У подальшому розвитку цієї галузі науки в СРСР велике значення мало глибоке опрацювання питань генезису вугілля і петрографічних компонентів, що його складають, взаємозв'язку геологічних чинників вуглеутворення, петрографічного складу і властивостей вугілля, класифікації викопного вугілля і його петрографічних особливостей, використання петрології вугілля в геології і промисловості (Див. книгу «Петрология органических веществ в геологии горючих ископаемых». — М. : Наука, 1987). Історію розвитку петрології вугілля коротко викладено в книзі «Петрология палеозойского угля СССР» (М. : Недра, 1975).
Одночасно петрологія вугілля швидко розвивалася і в країнах Заходу. Підсумком цих досліджень стала монографія, написана одним із основоположників петрології вугілля в Західній Європі, проф. Еріхом Штахом за участю його учнів і послідовників, у якій більш детально викладено історію світового розвитку цієї науки (монографія Stach's Textbook of coal petrology. Stach Erich. Murchison, Duncan. 1982). Авторами монографії в результаті вивчення вугілля різних родовищ Землі подані наукові узагальнення за основними розділами петрології вугілля з характеристикою її прикладного значення. Розглянуто генезис вугілля, природу, класифікацію і термінологію петрографічних складових вугілля, розподіл мінеральних компонентів в органічній масі і їх склад, зміни органічної речовини вугілля під впливом геологічних чинників, а також методи петрології вугілля, значення її при вирішенні геологічних питань і при характеристиці вугілля, що використовується для технологічної переробки.
Порівняно з хімією і певною мірою з фізикою вугілля петрологія вугілля є відносно молодим напрямом у науці про тверді паливні копалини. Вугілля — складна гетерогенна речовина, і значну частину його компонентів можна спостерігати лише під мікроскопом. До 20-х років ХХ століття вуглехіміки зазвичай досліджували вугілля в цілому. Проте після того, як вуглепетрографи виявили, що практично все вугілля складається з трьох груп речовин, які значно розрізняються за фізичними властивостями і хімічним складом, вуглехіміки також стали вивчати кожен з трьох петрографічних компонентів, хімічний склад яких залежить від ступеня метаморфізму вугілля.
Головним полем діяльності в петрології вугілля є його мікроскопічне дослідження. Цей напрям почав розвиватися набагато пізніше, ніж мікроскопічне вивчення неорганічних порід, через ті труднощі, які треба було здолати при виготовленні шліфів вугілля. Проте в Англії почали застосовувати мікроскоп для вивчення вугілля відразу ж після того, як було вдосконалено його модель.
З 1913 р. завдяки Тіссену мікроскопічне вивчення вугілля отримало особливо широкий розвиток. У 1920 р. Тіссен опублікував свою найбільш значну працю під назвою «Структура палеозойського бітумінозного вугілля», ілюстровану 160 вкладками з багаточисельними мікрофотографіями прозорих шліфів вугілля.
У 1919 р. Стопс описала в бітумінозному вугіллі чотири літотипи, виділивши вітрен, кларен, дюрен і фюзен. У 1957 р. це угрупування було доповнене двома проміжними типами — дюроклареном і клародюреном, що виявилося дуже корисним для практичної роботи.
З 1925 р. активну роль в петрографії вугілля почала відігравати група Е.Штаха, який ввів методику мікроскопічного вивчення полірованих зразків із застосуванням масляно-іммерсійних об'єктивів.
Пізніше, у 1935 р., М.Стопс запропонувала використовувати термін «мацерали» (за аналогією з мінералами) для явно помітних під мікроскопом компонентів вугілля. Це був ще один крок вперед у вдосконаленні основ петрології вугілля. Гофман і Енкнер за допомогою фотометра Берека встановили взаємозалежність між відбивною здатністю вітриніту і ступенем метаморфізму вугілля. Це відкриття суттєво сприяло подальшому розвитку петрології вугілля. Після Другої світової війни методика визначення відбивної здатності і використовувані при цьому прилади покращувалися багатьма дослідниками. Суб'єктивні оцінки були замінені об'єктивними фіксаційними методами із застосуванням фотокамер, фотопомножувачів і високочутливих гальванометрів.
Наступний крок в петрології вугілля мав величезне значення не лише для геологічних проблем, пов'язаних, наприклад, з визначенням геотермічного градієнта, глибини залягання, тектонічних порушень, але і для гірничовидобувної промисловості, і зокрема для пошуків нафти і природного газу. Тут мається на увазі введення в 1950 р. М.Тейхмюллер в практику вимірювання відбивної здатності дрібнозернистих вуглистих включень в осадових породах. Спочатку їх відбивну здатність вимірювали шляхом порівняння з еталонними зразками, а згодом безпосередньо за допомогою фотопомножувача. Цим методом зокрема досліджують зразки, відібрані з керна свердловин при обертальному бурінні.
У 1953 р. було створено Міжнародний комітет з петрології вугілля, що стало значною подією в розвитку петрографії вугілля. Зважаючи на ту плутанину, яка панувала в міжнародній термінології до 1953 р., Комітет своїм щонайпершим завданням вважав стандартизацію номенклатури в петрографічній науці. У результаті зусиль Комітету був розроблений міжнародний словник, виданий у 1957 р. У 1963 р. вийшло його друге видання, яке було доповнене в 1971 і 1975 рр.
Стандартизація номенклатури в петрографії вугілля ускладнювалася існуванням двох різних систем — американською і європейською. Перша базувалася на вивченні прозорих шліфів, а друга — аншліфів. Проте з часом європейська номенклатура, відома під назвою системи Стопс-Гєєрлен, усе більше стала застосовуватися в практичній петрології вугілля, особливо в результаті швидкого і точного визначення ступеня метаморфізму. Проте номенклатура, яка використовувалась у США і яка була відома як система Тіссена, — Гірничого бюро — Спакмана, також була включена в словник і пов'язала з системою Стопс-Гєєрлен.
На сьогодні вважається загальноприйнятим, що ступінь метаморфізму досить точно можна визначити за допомогою мікроскопічних досліджень. Дослідницька робота багатьох петрографів переконала вуглехіміків у тому, що вітриніт — єдиний мацерал, який дозволяє точно визначити ступінь метаморфізму вугілля. Ці відкриття виявилися також корисними при складанні шихт для коксування, при виборі хімічної обробки вугілля; при визначенні вугільної сировини для зрідження, для прогнозу збагачуваності вугілля нових родовищ тощо.

## Основні методи виділення петрографічних складових вугілля
Для поглибленого хімічного і технологічного дослідження мікрокомпонентів чи макроінгредієнтів вугілля часто необхідно одержати їх у чистому вигляді концентратів, по можливості — у незміненому стані.
Для цього насамперед із пластів вугілля відбирають ті чи інші макроінгредієнти чи такі прошарки чи пачки їх, у яких сконцевтрована одна група (один вид) мікрокомпонентів (вітренові, фюзенові і спорові речовини, кутикули, смоляні тільця та ін.). Після перевірки і підрахунку під мікроскопом вони піддаються дослідженню. Такий шлях, однак, не є універсальним, тому що далеко не у всіх вугільних басейнах і не у всіх пластах є сприятливі умови для диференційованої вибірки природних концентратів петрографічних складових.
Для виділення макроінгредієнтів з кам'яного вугілля можуть застосовуватися такі основні методи:
- 1. Вибірка під мікроскопом. Вітрен, кларен, дюрен і фюзен у невеликих кількостях можуть бути виділені за макроскопічними ознаками зі шматків вугілля за допомогою ланцета. Легше виділяються цим способом вітрен і фюзен, виділення ж кларену утруднене. Цей спосіб одержання макроінгредієнтів з успіхом здійснюється у випадку наявності великих прошарків макроінгредієнтів у вугіллі, причому необхідно мати на увазі, що в зрілішому вугіллі кларен і дюрен макроскопічно не розрізняються, і тому тільки вітрен і фюзен можуть бути виділені механічним шляхом із усіх видів вугілля.

- 2. Дроблення і розсів на класи крупності. Можна скористатися й іншим методом: якщо подрібнене вугілля піддати розсіву на класи вугілля різної крупності, то в дрібних класах, як правило, концентрується фюзен.

- 3. Еластичне дроблення і розсів. Одержати концентрати тих чи інших макроінгредієнтів можна, піддаючи грудкове вугілля так званому еластичному дробленню і наступному розсіюванню. Для цієї мети зконструйовані спеціальні дробарки (одна з них — дробарка І. Е. Коробчанського), що працюють за принципом пружного удару. Завдяки пружному удару відбувається розколювання шматків вугілля по границях торкання петрографічних макроінгредієнтів, і завдяки різній твердості останніх відбувається їхнє вибіркове дроблення. У результаті еластичного дроблення і наступної сепарації одержують фракції, що являють собою концентрати вітрено-кларену, дюрену та фюзену. Цей метод одержав використання в промисловості.

- 4. Фракційний аналіз. Розповсюджений метод розділення вугілля на макроінгредієнти у так званих важких рідинах (водяні розчини хлористого кальцію, хлористого цинку, суміші бензолу і чотирихлористого вуглецю й ін.), оснований на відмінності у густині різних макроінгредієнтів. Практична перевірка цього методу показала, що таким шляхом можна одержати тільки концентрати різних макроінгредієнтів, але чіткий поділ останніх практично неможливий. Головною перешкодою цьому служить дюрен, що унаслідок неоднакового і непостійного співвідношення мікрокомпонентів, а також через більший чи менший вміст мінеральних речовин має різну густину і, отже, виділяється у різні фракції розшаровування. Фюзен також не завжди є чистим матеріалом, тому що його клітини можуть бути заповнені мінеральними речовинами (що збільшує загальну густину речовини) чи смоляними тільцями (густина зменшується).

## Петрографічний склад вугілля
Виділяють чотири основних генетичних типи інгредієнтів: вітрен, кларен, дюрен і фюзен.
- Вітрен — один з головних інгредієнтів вугілля. Він є носієм основних властивостей вугілля і зустрічається у вигляді лінз, шарів, а іноді цілих пачок вугільного пласта. Характерні ознаки: сильний блиск, однорідність складу, монолітна склувата структура, раковистий або згладжений злом, тріщинуватість поперек напластування. Вітрен у порівнянні з іншими інгредієнтами звичайно найменш зольний.
- Кларен має сильний блиск і неоднорідний склад, що придає йому смугасту текстуру. В будові прошарків чергуються смуги різної товщини, іноді складає суцільні пласти вугілля.

- Дюрен — тверде вугілля з зернистим або нерівним зломом і неінтенсивним блиском, звичайно містить включення тонкодисперсної мінеральної речовини. Дюрен утворює шари різної потужності, а інколи в цілому пласті. Щільний, твердий, часто в'язкий, блиск маслянистий, колір сіро-чорний, злам нерівний з шорсткими поверхнями.
- Фюзен має характерний шовковистий блиск і волокнисту або сажисту будову. Він зустрічається у вигляді лінз, гнізд, прошарків. Пористий, м'який і крихкий фюзен за зовнішнім виглядом нагадує деревне вугілля і звичайно містить велику кількість мінеральних включень.

Вихідний матеріал, його біохімічні і геохімічні перетворення в різних умовах обумовили формування численних однорідних за своїми оптичними і фізико-хімічними властивостями мікрокомпонентів вугілля.
- Мікрокомпоненти кам'яного вугілля за генетичними і фізичними ознаками об'єднані в групи вітриніту, семівітриніту, фюзиніту, ліптиніту, альгініту, мікстиніту, мінеральних домішок . Основною характеристикою мікрокомпонентів є їх відбивна здатність і структура. Крім того, всі мікрокомпоненти відрізняються один від одного за фізичними і хімічними властивостями (густиною, хімічним складом, теплотою згоряння, спікливістю, ви-ходом летких речовин та іншими показниками). Так, мікрокомпоненти групи вітриніту характеризуються підвищеним виходом летких речовин, а мікрокомпоненти групи фюзеніту — мінімальним. У коксівного вугілля мікрокомпоненти групи вітриніту добре спікаються, мікстиніт і семівітриніт злегка розм'якшуються, фюзиніт не спікається. Мікрокомпоненти останніх трьох груп поводять себе як піснувата домішка. Тому однаково метаморфізоване вугілля, що має різний петрографічний склад, помітно розрізняється одне від одного за технологічними властивостями.

Відмінності у властивостях мікрокомпонентів пов'язані як з вихідним матеріалом рослинних залишків, так і з умовами хімічного перетворення органічної речовини на торф'яній стадії, що визначає ступінь відновлення вугілля. У результаті метаморфізму хімічні і фізичні властивості мікрокомпонентів вугілля змінюються. Неоднаковість у первинному рослинному матеріалі, у мікроко-мпонентному складі, типах відновлення і стадії метаморфізму обумовили велике різноманіття вугілля в родовищах.
Петрографічний склад вугілля необхідно враховувати при визначенні оптимальної межі його дроблення, збагачення і способів подальшої технологічної переробки.